# قنيطرة (صيدا)
القنيطرة هي إحدى القرى اللبنانية من قرى قضاء صيدا في محافظة الجنوب.